# Asteroschema sulcata
Asteroschema sulcata är en ormstjärneart som beskrevs av Ljungman 1872. Asteroschema sulcata ingår i släktet Asteroschema och familjen Asteroschematidae. Inga underarter finns listade i Catalogue of Life.